# Viktor Bromer
Viktor Bregne Bromer (Aarhus, 20 de abril de 1993) es un deportista danés que compitió en natación, especialista en el estilo mariposa.
Ganó dos medallas en el Campeonato Europeo de Natación, oro en 2014 y plata en 2016, y dos medallas de plata en el Campeonato Europeo de Natación en Piscina Corta, en los años 2012 y 2015.
Participó en los Juegos Olímpicos de Río de Janeiro 2016, ocupando el sexto lugar en la prueba de 200 m mariposa.

## Palmarés internacional
| Campeonato Europeo                  | Campeonato Europeo    | Campeonato Europeo | Campeonato Europeo |
| Año                                 | Lugar                 | Medalla            | Prueba             |
| ----------------------------------- | --------------------- | ------------------ | ------------------ |
| 2014                                | Berlín (Alemania)     | Medalla de oro     | 200 m mariposa     |
| 2016                                | Londres (Reino Unido) | Medalla de plata   | 200 m mariposa     |
| Campeonato Europeo en Piscina Corta |                       |                    |                    |
| Año                                 | Lugar                 | Medalla            | Prueba             |
| 2012                                | Chartres (Francia)    | Medalla de plata   | 200 m mariposa     |
| 2015                                | Netanya (Israel)      | Medalla de plata   | 200 m mariposa     |